# Narcisamaniet
De narcisamaniet (Amanita gemmata) is een schimmel behorend tot de familie Amanitaceae. Hij komt voor in loof- en naaldbossen en lanen, bij beuk, eik en den, op arme, zure grond.

## Kenmerken
Hoed
De hoed heeft een diameter van 5 tot 6 cm. De vorm is klokvormig, dan gewelfd tot vlak. De kleur is bleek oker- tot citroengeel. Aan de rand is hij lichter van kleur dan in het midden en heeft daar opvallende kamvormige groeven. Het licht vettige oppervlak van de hoed is bedekt met sneeuwwitte, platte en vaak onregelmatig verdeelde velumvlokken. 
Lamellen
De dicht opeengepakte lamellen aan de onderzijde van de hoed zijn wit tot lichtgeel van kleur.
Steel
De steel heeft een lengte van 7 tot 10 cm en een dikte van 8 tot 12 mm. Het oppervlak is glad, wit met een lichtgele top. De steel heeft een vergankelijke, witte ring. De steel is door een vliezige beurs omgeven en heeft een brede knolvoet. 
Smaak
De paddenstoel is giftig.
Geur
De geur is zwak.
Sporen
Amanita gemmata heeft ellipsoïde tot breed ellipsoïde sporen van 8-10 bij 6,5-7,5 μm met een gemiddelde Q-ratio (de verhouding van lengte / breedte) van 1,35; ze zijn inamyloïde. De sporen zijn glad, dunwandig en bevatten een tot meerdere kleine oliedruppeltjes. De basidia (sporendragende cellen van het hymenium) zijn meestal viersporig, knotsvormig en meten 30-40 × 8-11 μm.

## Verspreiding
De narcisamaniet komt voor in naald- en loofbossen op het noordelijk halfrond. Hij is een veel voorkomende mycorrhiza-schimmel van sparren of Arctostaphylos in het westen van de Verenigde Staten en wordt vaak aangetroffen op zanderige en zure gronden. Hij verschijnt als een van de eerste amanieten onder goede omstandigheden vanaf eind mei, meestal van juni tot oktober. 
In Nederland komt hij algemeen voor. Hij is niet bedreigd en staat niet op de rode lijst.

## Foto's

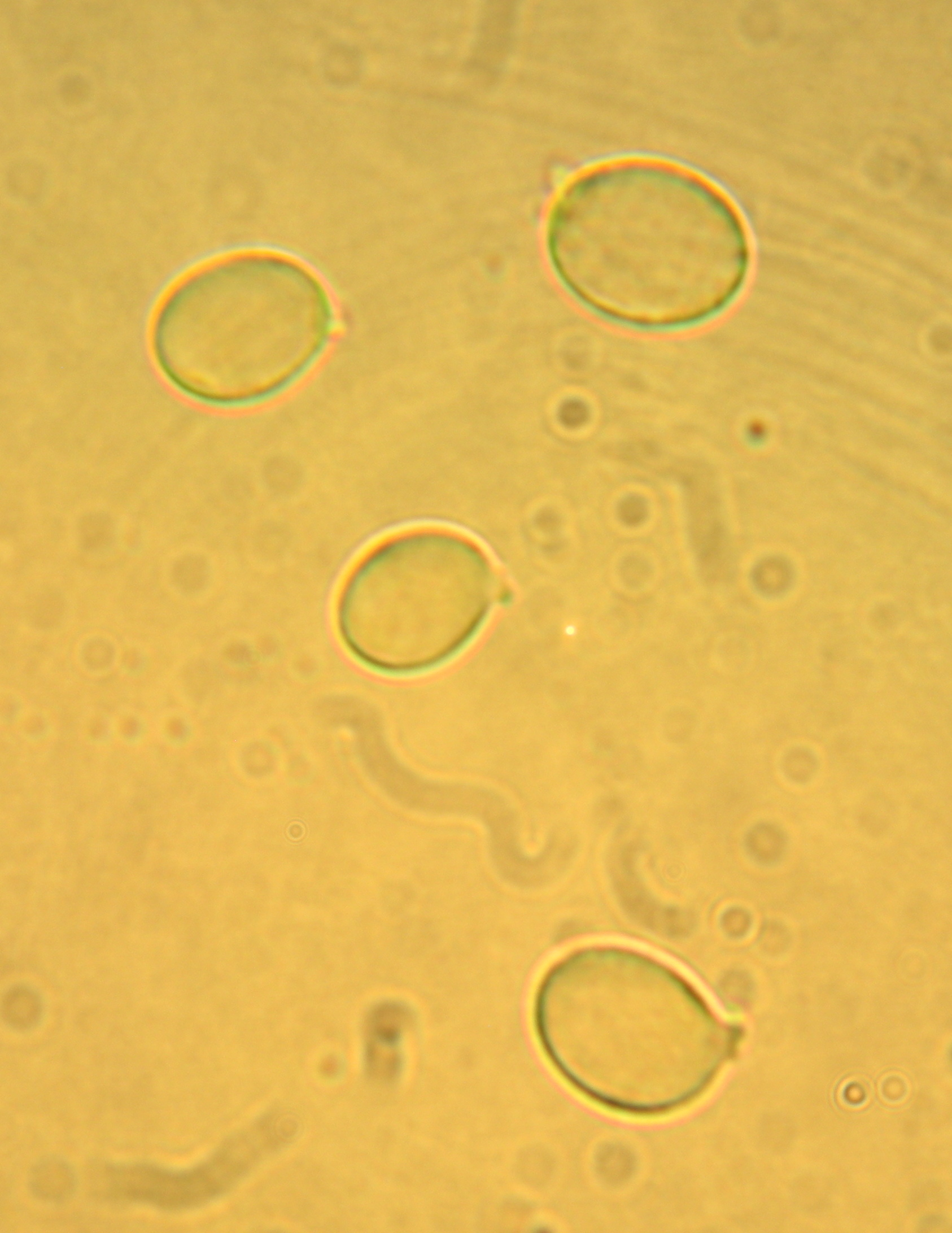
Sporen
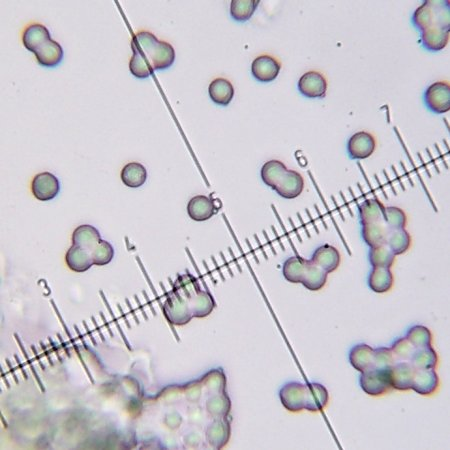
Sporen